# Qatar ExxonMobil Open 2025
Qatar ExxonMobil Open 2025 byl tenisový turnaj mužů hraný na profesionálním okruhu ATP Tour, hraný v Mezinárodním tenisovém a squashovém komplexu chalífy. Třicátý třetí ročník Qatar Open probíhal mezi 17. a 22. únorem 2025 v katarském hlavním městě Dauhá na dvorcích s tvrdým povrchem Plexicushion.
Turnaj dotovaný 3 035 960 dolary poprvé patřil do kategorie ATP Tour 500, do níž byl povýšen z úrovně ATP Tour 250. Nejvýše nasazeným singlistou se třetí tenista světa Carlos Alcaraz ze Španělska. Jako poslední přímý účastník do dvouhry nastoupil belgický 60. hráč žebříčku Zizou Bergs. V důsledku invaze Ruska na Ukrajinu na konci února 2022 řídící organizace tenisu ATP, WTA a ITF s grandslamy rozhodly, že ruští a běloruští tenisté mohli dále na okruzích startovat, ale do odvolání nikoli pod vlajkami Ruska a Běloruska.
Sedmnáctý singlový titul na okruhu ATP Tour, a druhý na Qatar Open, vybojoval 27letý Andrej Rubljov. Poprvé v kariéře tak zvítězil na jediném turnaji podruhé. Ve čtvrtfinále odvrátil mečbol. Třetí společnou trofej ze čtyřhry okruhu si odvezli Julian Cash s Lloydem Glasspoolem. Na túře ATP vyhráli třetí finále výhradně s britskou účastí, a první takové mimo britské území.

## Rozdělení bodů a finančních odměn

### Rozdělení bodů
| Soutěž  | Soutěž      | vítězové | finalisté | semifinalisté | čtvrtfinalisté | 16 v kole | 32 v kole | Q  | Q2 | Q1 |
| ------- | ----------- | -------- | --------- | ------------- | -------------- | --------- | --------- | -- | -- | -- |
| dvouhra | [ 3 ] [ 8 ] | 500      | 330       | 200           | 100            | 50        | 0         | 25 | 13 | 0  |
| čtyřhra | [ 9 ]       | 500      | 300       | 180           | 90             | 0         | —         | 45 | 25 | 0  |

### Finanční odměny
| Soutěž                              | Soutěž      | vítězové  | finalisté | semifinalisté | čtvrtfinalisté | 16 v kole | 32 v kole | Q2      | Q1      |
| ----------------------------------- | ----------- | --------- | --------- | ------------- | -------------- | --------- | --------- | ------- | ------- |
| dvouhra                             | [ 3 ] [ 8 ] | 516 165 $ | 277 715 $ | 148 005 $     | 75 615 $       | 40 365 $  | 21 525 $  | 1 030 $ | 6 190 $ |
| čtyřhra                             | [ 9 ]       | 169 540 $ | 90 410 $  | 45 750 $      | 22 880 $       | 11 840 $  | —         | —       | —       |
| částka ve čtyřhře je uvedena na pár |             |           |           |               |                |           |           |         |         |

## Dvouhra mužů

### Nasazení
| Stát                          | Hráč               | ATP | Nasazení |
| ----------------------------- | ------------------ | --- | -------- |
| Španělsko                     | Carlos Alcaraz     | 3.  | 1.       |
| Austrálie                     | Alex de Minaur     | 6.  | 2.       |
| Srbsko                        | Novak Djoković     | 7.  | 3.       |
|                               | Daniil Medveděv    | 8.  | 4.       |
|                               | Andrej Rubljov     | 10. | 5.       |
| Řecko                         | Stefanos Tsitsipas | 11. | 6.       |
| Bulharsko                     | Grigor Dimitrov    | 13. | 7.       |
| Spojené království            | Jack Draper        | 15. | 8.       |
| Žebříček ATP k 10. únoru 2025 |                    |     |          |

### Jiné formy účasti
Následující hráči obdrželi divokou kartu do hlavní soutěže:
- Aziz Dougaz
- Hady Habib
- Abdullah Shelbayh

Následující hráč nastoupil pod žebříčkovou ochranou:
- Marin Čilić

Následující hráč obdržel zvláštní výjimku:
- Hamad Medjedović

Následující hráči postoupili z kvalifikace:
- Quentin Halys
- Luca Nardi
- Christopher O'Connell
- Botic van de Zandschulp

Následující hráč postoupil z kvalifikace jako šťastný poražený:
- Otto Virtanen

### Odhlášení
před zahájením turnaje
- Arthur Fils → nahradil jej  Čang Č’-čen
- Ugo Humbert → nahradil jej  Otto Virtanen
- Gaël Monfils → nahradil jej  Fábián Marozsán
- Jannik Sinner → nahradil jej Roman Safiullin
- Jordan Thompson → nahradil jej  Roberto Bautista Agut

## Mužská čtyřhra

### Nasazení
| Stát                                                                                   | Hráč             | Stát               | Hráč             | ATP | Nasazení |
| -------------------------------------------------------------------------------------- | ---------------- | ------------------ | ---------------- | --- | -------- |
| Salvador                                                                               | Marcelo Arévalo  | Chorvatsko         | Mate Pavić       | 2.  | 1.       |
| Finsko                                                                                 | Harri Heliövaara | Spojené království | Henry Patten     | 7.  | 2.       |
| Německo                                                                                | Kevin Krawietz   | Německo            | Tim Pütz         | 13. | 3.       |
| Itálie                                                                                 | Simone Bolelli   | Itálie             | Andrea Vavassori | 13. | 4.       |
| Žebříček ATP k 10. únoru 2025; číslo je součtem žebříčkového postavení obou členů páru |                  |                    |                  |     |          |

### Jiné formy účasti
Následující páry obdržely divokou kartu do hlavní soutěže:
- Novak Djoković /  Fernando Verdasco
- Daniel Mérida /  Mubarak Shannan Zayid

Následující pár postoupil z kvalifikace: 
- Petr Nouza /  Patrik Rikl

### Odhlášení
před zahájením turnaje
- Nathaniel Lammons /  Jackson Withrow → nahradili je  Juki Bhambri /  Ivan Dodig
- Adam Pavlásek /  Jordan Thompson → nahradili je  Tallon Griekspoor /  Adam Pavlásek

## Přehled finále

### Mužská dvouhra
- Andrej Rubljov vs.  Jack Draper, 7–5, 5–7, 6–1

### Mužská čtyřhra
- Julian Cash /  Lloyd Glasspool vs.  Joe Salisbury /  Neal Skupski, 6–3, 6–2